# Nonnenfelsen (Erlabrunn)

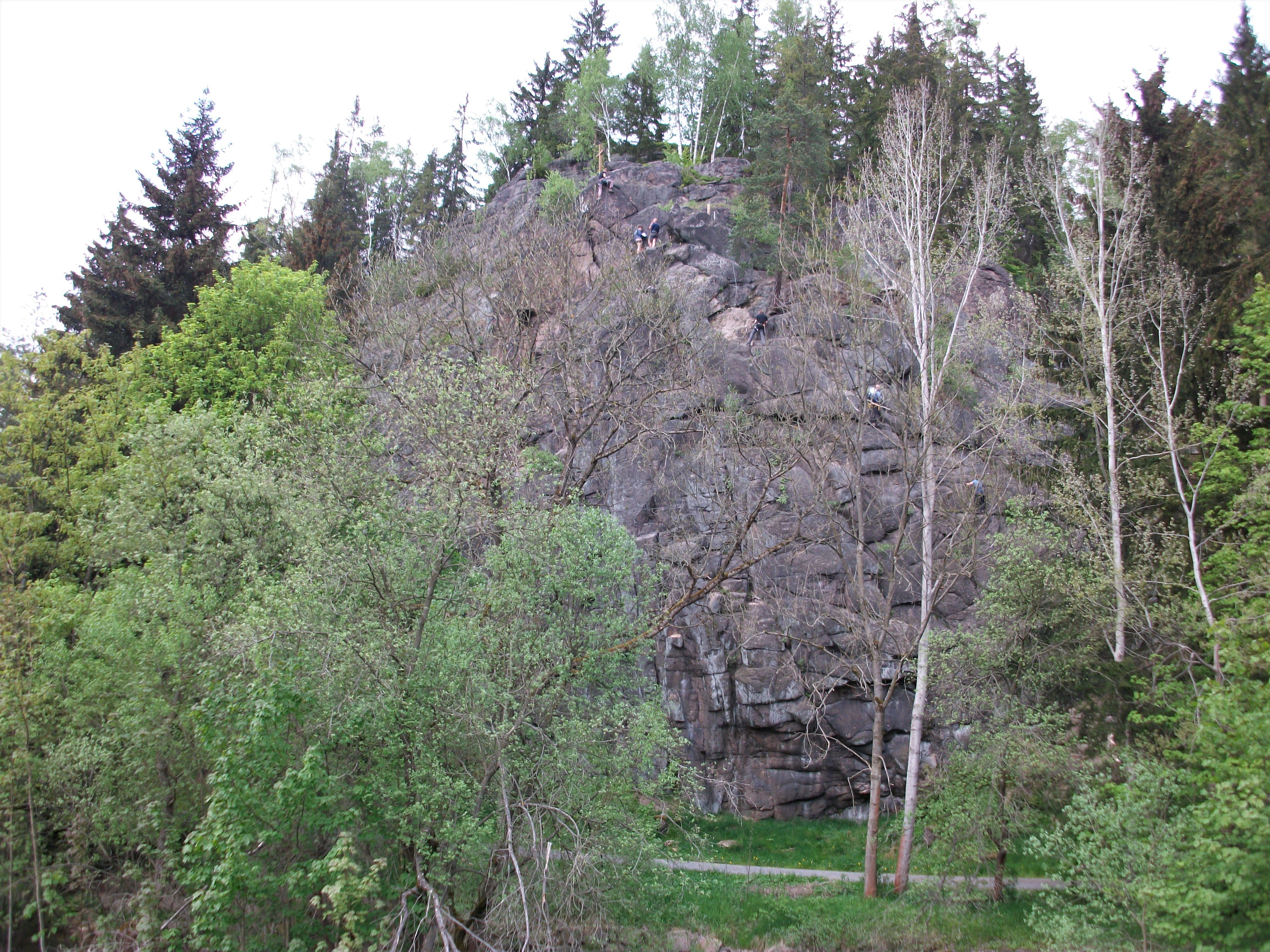
Nonnenfelsen in Erlabrunn

Der Nonnenfelsen aus Turmalingranit liegt gegenüber dem Haltepunkt Erlabrunn an der Bahnstrecke Schwarzenberg–Johanngeorgenstadt. Seit August 2010 besteht eine Klettersteiganlage für Kletter-Touristen. Am 15. Mai 2011 wurde auf dem Nonnenfelsen ein von Konrad Fenzl aus Johanngeorgenstadt gestiftetes Gipfelkreuz errichtet, nachdem es vom Pfarrer Dominikus Goth geweiht worden war.

## Sage
Mit dem Nonnenfelsen ist die Sage verbunden, dass die Nonne Isa auf der Flucht vor den Knechten des Klosters Grünhain und deren Hunden von diesem Felsen im Tal des Schwarzwassers einen Sprung in die Tiefe gewagt und sich dadurch vor ihnen gerettet hat.
Unterhalb des Nonnenfelsens liegt im Flussbett des Schwarzwassers ein Felsgebilde, das als steinernes Herz bezeichnet wird und um das sich ebenfalls eine Sage rankt: Es soll das Herz eines wortbrüchigen Bergwerksbesitzers sein, der seinem Knappen den versprochenen Lohn für das Auffinden einer reichen Silberader vorenthalten und ihn stattdessen erschlagen hat.